# Невзоров Володимир Михайлович
Володимир Михайлович Невзоров (рос. Владимир Михайлович Невзоров; нар. 5 жовтня 1952) — радянський дзюдоїст та самбіст, олімпійський чемпіон 1976 року, чемпіон світу та Європи. Чемпіон СРСР (1976, 1979).

## Виступи на Олімпіадах
| Олімпіада   | Дисципліна | Місце |
| ----------- | ---------- | ----- |
| Москва 1976 | до 70 кг   | 1     |